# Mars 2017
Mars 2017 est le 3e mois de l'année 2017.

## Événements
- 2 mars :
  - élections législatives en Irlande du Nord ;
  - en Syrie, les forces pro-régime reprennent Palmyre à l’État islamique.
- 3 mars : sortie de la console de jeux Nintendo Switch du fabricant japonais Nintendo.
- 7 mars : élections législatives et référendum aux États fédérés de Micronésie.
- 8 mars :
  - Johnny Hallyday annonce souffrir du cancer des poumons.
  - Une attaque contre l'hôpital militaire de Kaboul (Afghanistan) fait au moins trente morts.
- 10 mars : trois mois après sa suspension par l'Assemblée nationale, la Cour constitutionnelle prononce la destitution de Park Geun-hye, présidente de la Corée du Sud, ouvrant la voie à une élection présidentielle anticipée.
- 11 mars :
  - un attentat du Hayat Tahrir al-Cham contre des pèlerins chiites à Damas (Syrie) fait au moins 74 morts.
  - un glissement de terrain à Addis Abeba (Ethiopie) fait au moins 113 morts.
- 12 mars : élections législatives en Abkhazie.
- 13 mars :
  - élection présidentielle en Hongrie ;
  - le Parlement du Royaume-Uni autorise la Première ministre Theresa May à déclencher l'article 50 du traité sur l'Union européenne, première étape de la procédure du Brexit.
- 15 mars : élections législatives aux Pays-Bas.
- 17 mars : le roi du Maroc nomme Saâdeddine El Othmani chef du gouvernement.
- 19 mars : élections territoriales à Saint-Barthélemy, à Saint-Martin et à Saint-Pierre-et-Miquelon.
- 20 mars : élection présidentielle au Timor oriental.
- 21 mars : le mathématicien français Yves Meyer reçoit le prix Abel « pour son rôle central dans le développement de la théorie mathématique des ondelettes ».
- 22 mars :
  - au Royaume-Uni, un attentat devant le palais de Westminster à Londres, revendiqué par l'État islamique, tue 5 personnes et en blesse au moins 40 autres ;
  - l'Organisation météorologique mondiale ajoute douze types de nuage à  l'Atlas international des nuages, dont c'est la première mise à jour depuis 1986.
- 23 mars : l'opposant et ancien député russe Denis Voronenkov est tué par balles à Kiev en Ukraine.
- 24 mars : aux États-Unis, Donald Trump échoue à faire réformer l'Obamacare.
- 25 mars : célébrations du 60e anniversaire du traité instituant la Communauté économique européenne et marche pour l'Europe à Rome.
- 26 mars :
  - élections législatives en Bulgarie ;
  - élection du chef de l'exécutif de Hong Kong ;
  - élections régionales en Sarre ;
  - élections territoriales à Wallis-et-Futuna.
  - en France, Liu Shaoyao, un ressortissant chinois est tué par arme à feu lors d'une intervention à son domicile ce qui provoque la colère de la communauté chinoise.
- 29 mars : 
  - la Première ministre britannique lance la procédure de retrait du Royaume-Uni de l'Union européenne ;
  - la Turquie annonce la fin de l'opération Bouclier de l’Euphrate en Syrie.